# Se convirtió en la noche
«Se convirtió en la noche» es una canción compuesta en 1994 por el músico argentino Luis Alberto Spinetta, interpretada por la banda Spinetta y los Socios del Desierto en el álbum homónimo de 1997, primero de la banda y 25º en el que tiene participación decisiva Spinetta. 
La canción fue estrenada en el recital debut de Spinetta y los Socios del Desierto en el Velódromo de Buenos Aires el 18 de noviembre de 1994. Spinetta y los Socios del Desierto fue un trío integrado por Marcelo Torres (bajo), Daniel Wirtz (batería) y Luis Alberto Spinetta (guitarra y voz).

## Contexto
El tema pertenece al álbum doble Spinetta y los Socios del Desierto, el primero de los cuatro álbumes de la banda homónima, integrada por Luis Alberto Spinetta (voz y guitarra), Marcelo Torres (bajo) y Daniel Wirtz (batería). El trío había sido formada en 1994 a iniciativa de Spinetta, con el fin de volver a sus raíces roqueras, con una banda de garaje. Los Socios ganaron una amplia popularidad, realizando conciertos multitudinarios en Argentina y Chile.
El álbum doble Spinetta y los Socios del Desierto ha sido considerado como una "cumbre" de la última etapa creativa de Luis Alberto Spinetta. El álbum fue grabado en 1995, pero recién pudo ser editado en 1997, debido a la negativa de las principales compañías discográficas, a aceptar las condiciones artísticas y económicas que exigía Spinetta, lo que lo llevó a una fuerte confrontación pública con las mismas y algunos medios de prensa.
El disco coincide con un momento del mundo caracterizado por el auge de la globalización y las atrocidades de la Guerra de Bosnia -sobre la cual el álbum incluye un tema-. En Argentina coincide con un momento de profundo cambio social, con la aparición de la desocupación de masas -luego de más de medio siglo sin conocer el fenómeno, la criminalidad -casi inexistente hasta ese momento-, la desaparición de la famosa clase media argentina y la aparición de una sociedad fracturada, con un enorme sector precario y marginado, que fue la contracara del pequeño sector beneficiado que se autodenominó como los "ricos y famosos".

## El tema
Es el decimoprimer track del Disco 1 del álbum doble. Fue uno de los primeros que ensayaron Spinetta y Los Socios del Desierto a partir de abril de 1994 y fue estrenado el 18 de noviembre de ese año en el concierto de presentación que la banda realizó en el Velódromo de Buenos Aires. Se trata de una bella balada spinetteana, rápida, sostenida en un arpegio en si menor de sexta con el bajo en do (Bm6/C).
La letra está relatada en tercera persona y se refiere a la visión extraordinaria de un gran pájaro volando por la ciudad, contrastando con los "edificios mudos", mientras la tarde avanzaba hasta que "se convirtió en la noche":

El destino te hizo tallo,
como el tallo creces y luego chau...
el destino te hizo lágrima,
como lágrima debes rodar...
el concierto de la tarde,
se refleja en edificios mudos...
contra el cielo que se esconde,
en el ocaso como un animal...

Cruza las hebras del aire,
y corta la luna en diamantes... 
es un ave oscura y enorme, 
se convirtió en la noche...

Gritos en la "City" quemada...
gritos en el fin de las selvas...
cada garganta es el pájaro,
se convirtió en la noche...
"Se convirtió en la noche" (fragmento)

Spinetta solía explicar en sus recitales la vivencia que desencadenó la canción. También lo hace en el libro Martropía, en uno de sus diálogos con Juan Carlos Diez:

Es una visión real que trasladé a una canción. De hecho, volaba un pájaro y yo lo vi recortándose contra los edificios. Estaba muy alto y era enorme. Lo vi desde la terraza e inmediatamente se me ocurrió tener en cuenta esa visión. No ocurre muchas veces. Es lo mismo que mirar el cielo en un paisaje agreste y, de golpe, allá en lo alto, saber que hay un pájaro que está volando o cazando. Si no prestás atención no lo vas a ver, porque se lo ve muy minúsculo. O como cuando a veces ves un avión… “mirá aquel avión… casi ni se ve… mirá allá… ¿dónde?, ¿dónde?”. De tanto buscar lo ves, es eso lo que digo. La vista es tan maravillosa que te permite asir eso que está a tanta distancia.

En este caso era raro ver un pájaro tan grande en la ciudad.

Claro, porque podría haber sido una cigüeña o un chajá, no lo sé, y aparte era oscuro, era muy raro. Se lo veía muy oscuro desde donde yo estaba. Por ahí por un efecto del sol en el plumaje… Era un atardecer y fue una escena conmovedora ver que cruzara todos esos edificios fríos que se veían desde mi terraza de Belgrano R… ver ese pájaro que cruzó el horizonte así, durante cuatro, cinco minutos seguidos, hasta que desapareció de plano porque lo tapó el cemento que yo no podía correr con mi vista. Casi al unísono cayó la tenue noche mientras el ave desaparecía. Son visiones, pequeñas visiones.
Luis Alberto Spinetta en Martropías

Diez cuenta también, en una nota al pie, que consultó sobre la visión de Spinetta, con el ornitólogo Samuel "Tito" Narosky, quien consideró que podría tratarse de un halcón peregrino.
La fascinación por los pájaros es un tema frecuente en las canciones de Spinetta. Algunas de las que tratan de aves son "La pelícana y el androide" (Privé), "La melodía es en tu alma" (Don lucero), "Jilguero" (Pelusón of milk), "Ave seca" (Los ojos), "La verdad de las grullas" (Silver Sorgo). 
La conexión de Spinetta con los pájaros, se relaciona también con la lectura por parte de Spinetta del libro de John Cage Para los pájaros, donde el músico estadounidense desarrollaba su visión del valor musical de los ruidos, partiendo ejemplarmente de los pájaros. Esta visión musical de la naturaleza fue asumida apasionadamente por Spinetta, al punto de dictar una clínica publicada con El sonido primordial y editar varios años después un álbum al que tituló Para los árboles, debido a su inspiración en la manera de sentir la música de Cage.